# Glenea quadriplagiata
Glenea quadriplagiata là một loài bọ cánh cứng trong họ Cerambycidae.